# Неуротична личност
Неуротична личност је психички нестабилна личност, код које је слаб его, а изразито јак неуротички конфликт. Код ње постоје снажне фиксације на инфантилне облике понашања и мишљења, као и склоност ка честом коришћењу механизама одбране. Захваљујући тој склоности, особа нема реалну процену стварности, већ је њено опажање под снажним утицајем властитих жеља, страхова и нада.